# Vượn cáo đen
Eulemur macaco là một loài động vật có vú trong họ Lemuridae, bộ Linh trưởng. Loài này được Linnaeus mô tả năm 1766.
Nó là loài đặc hữu của Madagascar. Ban đầu người ta cho rằng loài này có hai phân loài, Eulemur macaco macaco và Eulemur macaco flavifrons, cả hai đã được nâng thành loài đầy đủ bởi Mittermeier năm 2008 thành Eulemur macaco vàd Eulemur flavifrons. Đặc điểm khác nhau rõ nhất giữa hai loài là màu mắt; Eulemur flavifrons, vượn cáo đen mắt lục có mắt màu lục và Eulemur macaco, vượn cáo đen có mắt màu nâu hoặc màu cam.
Cả hai loài sinh sống ở tây bắc Madagascar. Vượn cáo đen hiện diện ở rừng ẩm ở vùng Sambirano của Madagascar và các đảo gần đó. Vượn cáo đen mắt lục hạn chế ở bán đảo Sahamalaza và các rừng phụ cận. Có các báo cáo con lai giữa hai loài nơi phạm vi phân bố của chúng chồng lấn ở khu bảo tồn đặc biệt Manongarivo.
Loài vượn cáo đen này dài 90–110 cm, trong đó có chiều dài đuôi 51–65 cm. Trọng lượng thường dao động trong khoảng 1,8 – 2 kg. Con đực và con cái khác nhau về màu sắc. Con đực có màu lông màu sô cô la tối hoặc đen còn con cái có bộ lông màu nau nhạt hơn, thường là màu nâu vừa, màu nâu hạt dẻ hoặc thậm chí màu nâu cam. Con đực có những túm tai lớn màu đen, trong khi con cái có những túm tai lớn màu trắng.
Chỉ có loài Eulemur hiện diện trong phạm vi của vượn cáo đen là vượn cáo nâu thông thường có phạm vi phân bố chồng lấn với loài vượn cáo đen ở rìa cực nam và phía đông phạm vi phân bố của nó, Chế độ ăn chủ yếu là trái cây, chiếm 78% khẩu phần. Các thức ăn khác gồm hoa, lá, nấm và một số động vật không xương sống, đặc biệt là vào mùa khô chúng ăn mật hoa.

## Hình ảnh

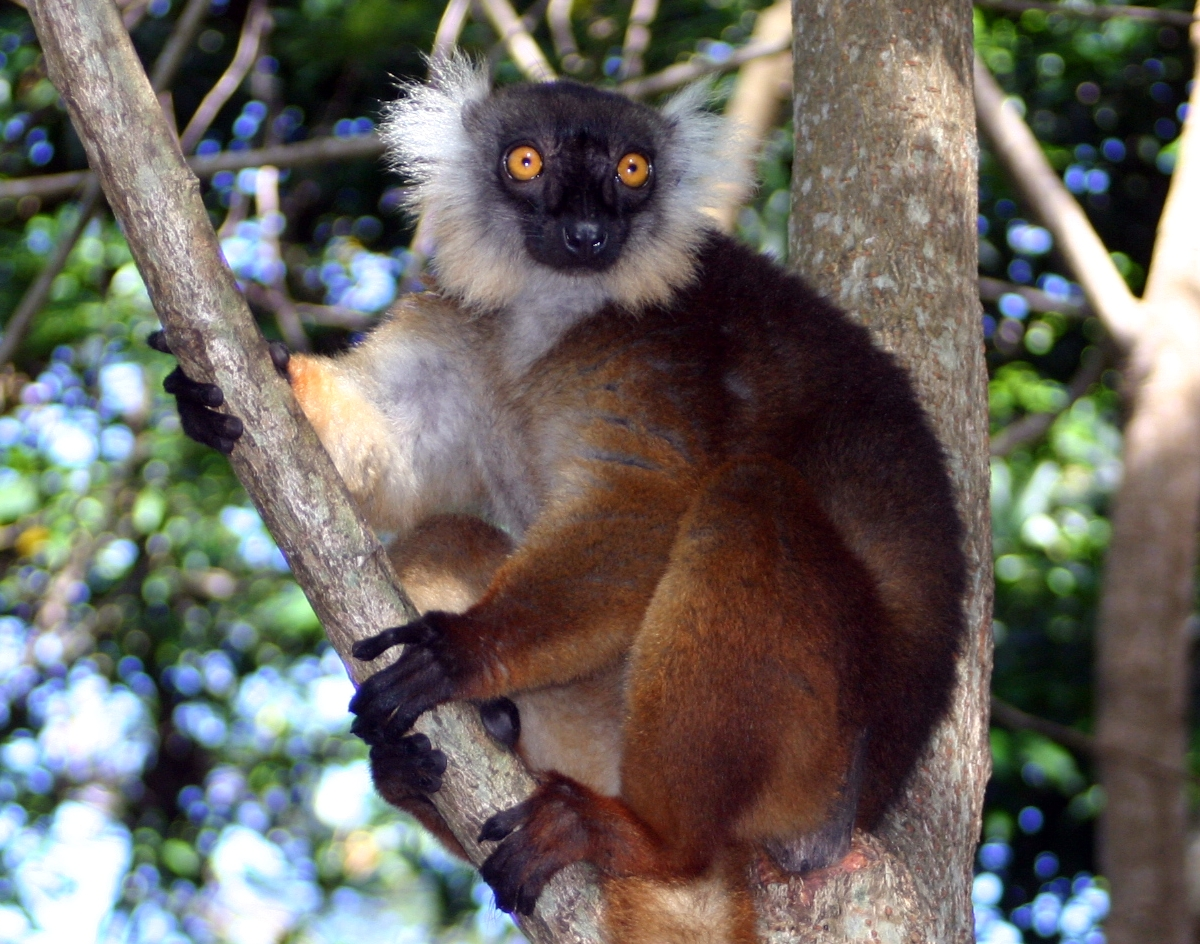
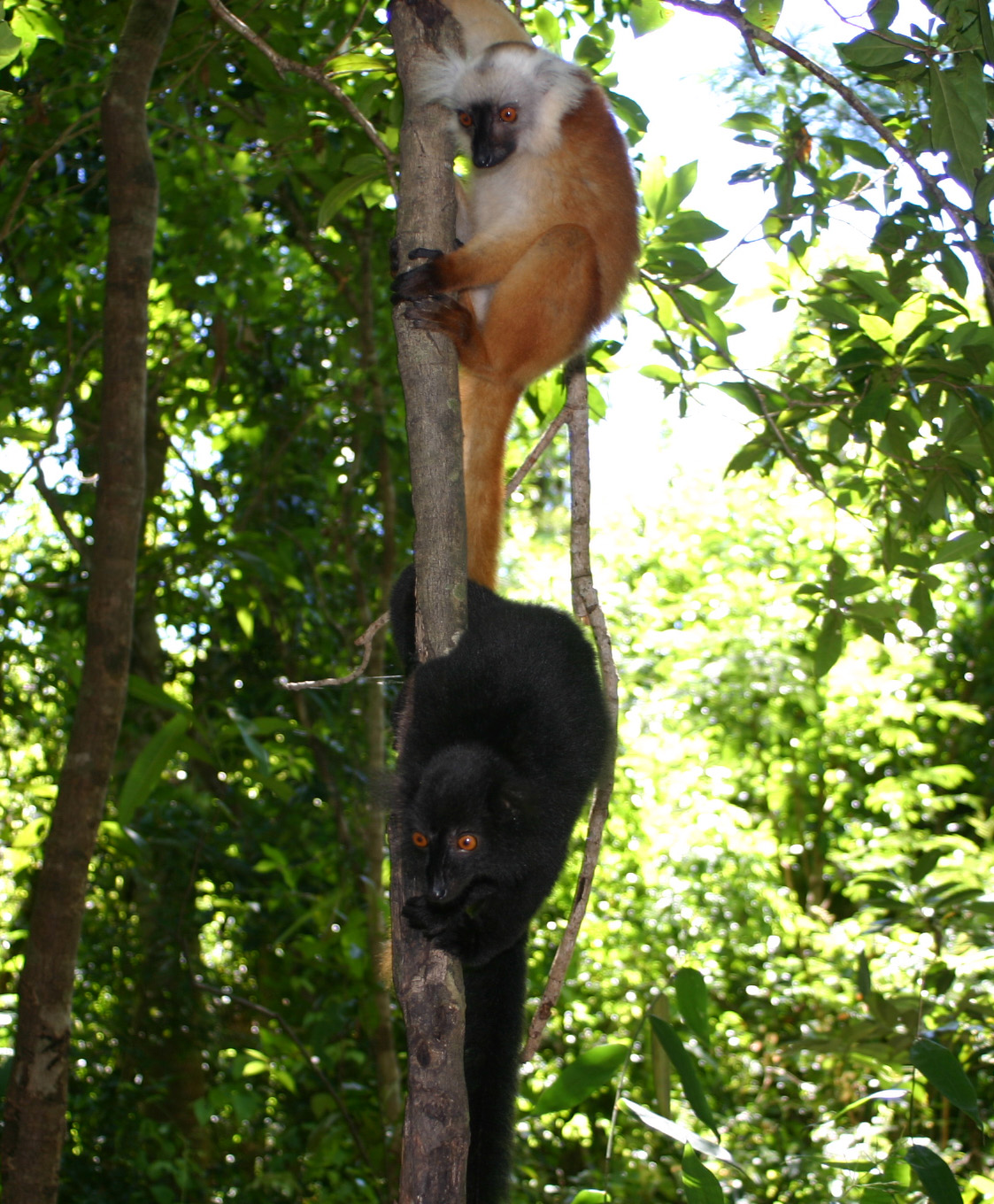
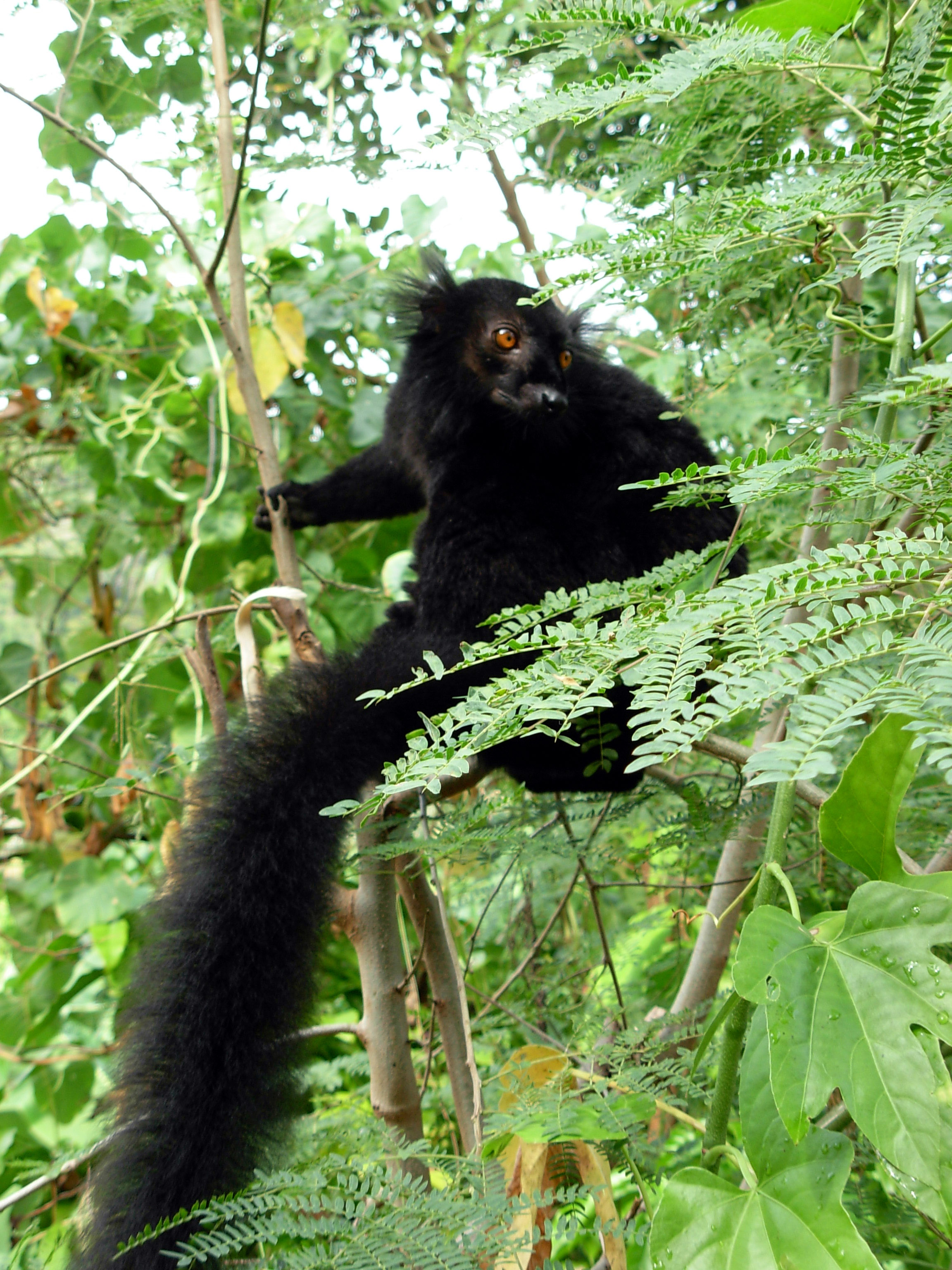